# Botulismo
El botulismo es una toxiinfección causada por una neurotoxina bacteriana, la toxina botulínica, producida por la bacteria Clostridium botulinum. La vía de intoxicación más común es la alimentaria, generalmente por ingestión de alimentos mal preparados o conservados de manera inapropiada. También puede adquirirse la enfermedad por la contaminación de heridas abiertas, o como efecto colateral del uso deliberado de la toxina en el tratamiento de enfermedades neuromusculares o en cosmética.

## Etimología
Aunque el Diccionario de la lengua española afirma que el término proviene del latín botulus, que significa «embutido», otras fuentes señalan que el significado es «salchicha» o «salsa».

## Historia
La incidencia del botulismo la describió Justinus Kerner entre 1817 y 1822 (lo denominó «veneno de salchicha» o «veneno de grasa»). Debido a esto, se denominó entonces "enfermedad de Kerner". La incidencia de la enfermedad en Baden-Wurtemberg era bastante considerable y se contabilizaron entre 1793 y 1827, 234 casos. Se agregaron hasta el año 1853, 400 casos con 150 fallecidos. Sin embargo, no sería hasta 1895 que Emile Pierre van Ermengem, catedrático de bacteriología en la Universidad de Gante, descubre el Clostridium botulinum.

## Causas
La toxina es producida por la bacteria Clostridium botulinum, que se encuentra en zonas contaminadas tales como suelos y aguas no tratadas. 
El Clostridium botulinum es una bacteria anaerobia cuyas esporas son capaces de sobrevivir en los alimentos contaminados que han sido sometidos a procesos de elaboración incorrectos y/o almacenamientos inadecuados. 
La toxina botulínica es una de las sustancias más tóxicas conocidas, de manera que es posible que con tan solo probar el alimento contaminado, se produzcan graves intoxicaciones que pueden conducir incluso a la muerte. 
Existen varios tipos de toxina botulínica, que se designan con letras: A, B, C, D, E, F y G, según su afinidad por el tejido nervioso, siendo la toxina de tipo A la que posee mayor afinidad. 
La bacteria botulínica necesita para su desarrollo medios poco ácidos o alcalinos: con valores de pH superiores a 4,5.
Entre los alimentos más expuestos al botulismo están las carnes o pescados crudos conservados mediante procesos de salado o ahumado deficientes. Para evitar los riesgos asociados a la proliferación de  Clostridium botulinum y de la síntesis de la toxina, se utilizan desde hace mucho tiempo como aditivos alimentarios los nitritos y los nitratos, que lo inhiben eficazmente. También puede proliferar Clostridium botulinum en algunas verduras poco ácidas o que pueden perder su acidez natural por la acción de otros microorganismos, cuando han sido puestas en conserva con un tratamiento térmico insuficiente para destruir las esporas de la bacteria. Esto sucede ocasionalmente en conservas caseras, pero es muy raro en alimentos enlatados en la industria. 
La conservación casera de compotas y jaleas nos brinda un buen ejemplo: 
"El uso de una gran cantidad de azúcar es esencial para el proceso de conservación porque el azúcar ayuda a matar las bacterias que provocan el botulismo [...]  cuando una célula bacteriana está en una disolución hipertónica (alta concentración) de azúcar, el agua intracelular tiende a salir de la célula bacteriana hacia la disolución más concentrada, por ósmosis.  Este proceso, conocido como crenación, hace que la célula se encoja y finalmente muera.  La acidez natural de los frutos también inhibe el crecimiento bacteriano". (Chang, 2010, p.536).
También se ha descrito botulismo en trabajadores de laboratorio por inhalación de la toxina en forma de aerosol, los toxicómanos también están expuestos a diversas formas de botulismo: por vía intravenosa (jeringuillas o droga contaminada), o por la inhalación nasal de droga contaminada que da lugar a sinusitis crónicas.

## Patogenia
La toxina botulínica actúa bloqueando la liberación de acetilcolina a nivel de la placa mioneural impidiendo la transmisión del impulso nervioso. Causa de esta manera, una parálisis flácida de los músculos esqueléticos y un fallo parasimpático. 
En la intoxicación alimentaria se ingiere la toxina preformada que es absorbida por endocitosis a través del tracto gastrointestinal. En el lactante las esporas ingeridas germinan en el intestino, ya que no existe flora inhibidora, y producen la toxina que es luego absorbida. Luego de ser absorbida desde el tracto gastrointestinal o desde la herida, la toxina es llevada por vía linfática o sanguínea hasta sus sitios de acción: las terminaciones nerviosas colinérgicas. Como no atraviesa la barrera hematoencefálica, solo actúa sobre el sistema nervioso periférico, especialmente a nivel de la placa o unión neuromuscular, y en el sistema nervioso autónomo. 
En el botulismo de heridas se produce la toxina en la herida cuando la bacteria encuentra allí condiciones adecuadas para germinar y desarrollarse.
El proceso es muy similar al desarrollo del tétanos. 

### Mecanismo de acción de la toxina
La porción activa de la toxina tiene actividad de peptidasa que es específica para proteínas que forman la estructura de la vesícula sináptica que contiene el neurotransmisor y están involucradas en la exocitosis. La acción de la toxina previene la exocitosis del neurotransmisor y de esta manera se bloquea el impulso nervioso. La recuperación de la función nerviosa requiere la regeneración de la motoneurona terminal y la formación de nuevas terminaciones motoras.
Se dan tres pasos: 
1. La cadena H de la toxina se une a receptores en la membrana presináptica.
2. La toxina penetra por un mecanismo activo semejante a la endocitosis.
3. Dentro de la célula nerviosa, la toxina interfiere con la liberación de la acetilcolina, necesaria para la excitación del músculo.

El fragmento A de la toxina liberada escinde a la proteína sinaptobrevina, la cual ayuda al calcio con la fusión de la vesícula sináptica a la membrana presináptica; por lo tanto, no se va a liberar el neurotransmisor acetilcolina, causando parálisis musculares y la muerte cuando se afecta a los músculos respiratorios.

## Cuadro clínico
Los síntomas generalmente aparecen entre 8 y 36 horas después de consumir los alimentos contaminados. No se presenta fiebre con esta infección.
En los adultos, los síntomas pueden abarcar
- Ptosis palpebral
- Midriasis (ambas pupilas dilatadas, no reactivas)
- Cólicos abdominales, no siempre presentes.
- Dificultad respiratoria que puede llevar a una insuficiencia respiratoria
- Dificultad al deglutir y al hablar
- Visión doble
- Resequedad en la boca
- Náuseas
- Ausencia temporal de la respiración
- Vómitos
- Debilidad con parálisis (igual en ambos lados del cuerpo)
- Estreñimiento
- Disminución de lucidez mental

Los síntomas en bebés pueden abarcar:
- Estreñimiento
- Debilidad, pérdida del tono muscular
- Llanto débil
- Mala alimentación o succión débil o nula
- Midriasis
- Dificultad respiratoria
- Lucidez mental a pesar de la debilidad

## Tratamiento
El tratamiento está dirigido a la asistencia respiratoria (para evitar un paro respiratorio), administrando la antitoxina botulínica equina trivalente ABE para neutralizar el efecto de la toxina circulante y aplicando una terapia de soporte. Puede ser necesario intubar al paciente y es necesario administrar líquidos intravenosos si persiste la dificultad de deglución.

## Complicaciones y pronóstico clínico
Cuando el tratamiento es recibido tempranamente, se reduce el riesgo de muerte. Esta enfermedad puede complicarse produciendo una debilidad prolongada, además de una disfunción del sistema nervioso que puede prolongarse hasta un año. Se cree que en los lactantes hay aproximadamente un 5 % de mortalidad, pero esto no está fehacientemente establecido.

## Prevención
Para evitar esta enfermedad, los enlatados comerciales están obligados a someterse a normas tecnológicas estrictas que varían según el producto, su composición y envase. Temperaturas de 121 °C (250 °F) durante los minutos establecidos en dichas normas, pueden asegurar una correcta esterilización. 
La forma vegetativa de la bacteria que causa el botulismo se destruye a temperaturas mucho más bajas (75-80 °C), pero no así las esporas que sí necesitan esas temperaturas tan altas para ser inactivadas. Pero existe un límite de pH, que es 4,5, por debajo del cual las esporas no se pueden desarrollar, por lo que si se acidifica un alimento llevando su pH por debajo de 4,5 bastará para conservarlo con un tratamiento térmico convencional con temperaturas de 90-100 °C, ya que solo será necesario destruir las formas vegetativas del Clostridium botulinum. 
Las personas que envasan alimentos en casa deben seguir procedimientos estrictos de higiene para reducir la contaminación de los alimentos, especialmente con bajo contenido ácido, como el zumo de zanahoria, espárragos, judías verdes, pimientos morrones, berenjenas, champiñones, remolacha, maíz, etc. Aunque se considera que siempre que resulte factible, es mejor desalentar la elaboración de conservas caseras por los problemas que acarrean al no aplicarse la tecnología correcta. 
No conviene envasar en forma casera los alimentos de baja acidez, como carne, pescado y la mayoría de las hortalizas; no hay problemas con las frutas, ya que son de acidez alta (durazno, damasco, pera, membrillo, cerezas, etc.). Los aceites infundidos con ajo o hierbas deben refrigerarse. 
En general a los consumidores se recomienda tener precauciones con alimentos enlatados o conservados, no comer alimentos provenientes de latas hinchadas ni abolladas o latas caseras mal cerradas con aire ni embutidos de dudosa procedencia. Igualmente, se deben tomar todas las medidas de asepsia o antisepsia para evitar la contaminación de heridas y en caso de uso de la botulina para tratar las arrugas o para tratar enfermedades neuromusculares se debe verificar que el producto usado sea el adecuado, es decir el autorizado con ese propósito, así como la idoneidad de quien lo aplica.
La bacteria que produce el botulismo es el Clostridium botulinum y se puede desarrollar en los alimentos si tiene las condiciones adecuadas, pero no le produce al alimento ninguna alteración, es decir, no cambia el gusto, el olor, el sabor, no produce gas. Pero la toxina botulínica es termolábil, es decir, que se destruye con el calor, por lo que cuando se tengan dudas de algún alimento enlatado se debe volcar el contenido de la lata en una olla y hacerla hervir durante 10 minutos; de esta manera se destruye la toxina botulínica.

## Botulismo en animales
Además de ser una enfermedad humana, el botulismo afecta a muchos animales, tanto vertebrados como invertebrados. Los caballos  (en especial los potros), ovejas, pollos, leones o papiones, por ejemplo, pueden infectarse con Clostridium botulinum, sobre todo de los tipos neurotóxicos A y B, o C/D en la zona del Mediterráneo. La tasa de supervivencia de los caballos (de más de seis meses de edad) con botulismo tratados en un hospital veterinario especializado es casi del 50 %. Estos animales son especialmente sensibles a la enfermedad y en determinadas zonas es recomendable la vacunación y el control periòdico de la comida y el agua. Algunas cepas de la bacteria pueden colonizar de forma endofítica el trébol blanco (Trifolium repens, una planta forrajera) y ser ingeridas por bovinos. La presencia de la bacteria en los animales de carga es un problema de salud pública en los países en vías de desarrollo. Una correcta pasteurización de los productos lácteos inactiva más del 99,5 % de las toxinas botulínicas.
Se trabaja para desarrollar una vacuna recombinante quimérica contra el botulismo bovino tipos C y D. En Brasil se ha evaluado el efecto de una vacuna de estas características en las poblaciones de Bubalus bubalis, una especie introducida que tiene una considerable importancia para los ganaderos brasileños. Los animales que realizan la pica son más proclives a desarrollar la infección.
Es destacable el botulismo aviar, que ataca a 117 especies de animales de 22 familias diferentes. Afecta a las aves acuáticas, en especial a los Anatidae. En diferentes localidades de Cataluña, esta enfermedad es bastante habitual.  El mecanismo de transmisión entre las aves es la ingesta de babosas portadores o de larvas de dípteros necrófagos contaminados con la bacteria, desarrollada sobre los restos de otras aves muertas por la toxina y que actúan como vectores. Los síntomas característicos de la enfermedad en estos animales son debilidad y paresia progresiva que evoluciona hasta una parálisis fláccida de las patas, alas, cuello y párpados y que acaba imposibilitando el vuelo y la marcha. No pueden mantener la postura normal del cuello y, si se encuentran en el agua, mueren ahogados. El botulismo aviar es considerado una enfermedad emergente en Europa, sobre todo en las aves de corral. Investigadores franceses han desarrollado una nueva técnica de PCR en tiempo real optimizada para detectar, con gran sensibilidad y excelente especificidad, diferentes variedades de botulismo en muestras de fetos de origen doméstico y salvajes.
La descomposición de plantas, algas o animales en ciertas tierras o ciénagas origina el medio anaeróbico en el que se crea y se alimenta de forma saprofítica la bacteria. Se puede encontrar esporas del tipo neurotóxico E en el tracto digestivo de los peces de los lagos lo que representa un peligro para las especies piscívoras o las personas que consuman estos peces afectados.